# دومينيك هوفمان
دومينيك هوفمان (بالإنجليزية: Dominic Hoffman)‏ هو ممثل أمريكي بدأ مسيرته الفنية سنة 1985.

## الأعمال

### أفلام
- 187 (1997) (بدور: فيكتور)

### مسلسلات
- شيرز
- الجميلة والوحش
- فاملي ماتتيرس
- أمير بيل إير الحيوي
- ماد أباوت يو
- إن واي بي دي بلو
- بورت شارلز
- الدرع
- الوحدة
- جيريكو
- 24
- اكذب علي
- ذا منتاليست
- غريز أناتومي

## روابط خارجية
- دومينيك هوفمان على موقع IMDb (الإنجليزية)
- دومينيك هوفمان على موقع ألو سيني (الفرنسية)
- دومينيك هوفمان على موقع ميوزك برينز (الإنجليزية)
- دومينيك هوفمان على موقع أول موفي (الإنجليزية)
- دومينيك هوفمان على موقع قاعدة بيانات الأفلام السويدية (السويدية)
- دومينيك هوفمان على موقع قاعدة بيانات الفيلم (الإنجليزية)
- دومينيك هوفمان على موقع كينوبويسك (الروسية)